# Молого-Шекснинская низменность
Моло́го-Ше́кснинская ни́зменность — низменность, находящаяся большей частью в долинах рек Мологи и Шексны в Тверской, Вологодской и Ярославской областях России.
Высота над уровнем моря колеблется от 100 до 120 м. Поверхность низменности почти плоская. Покрыта сосновым лесом и частично моховыми болотами. Почвы подзолистые и глеево-подзолистые. Ограничена на юге Овинищенской возвышенностью, а на западе — Свидовскими поднятиями. В Вологодской области разделяется Андогской грядой.
Возникла 17 тысяч лет назад на месте древнего обмелевшего озера ледникового происхождения.
C 1940-х годов юго-восточная часть Молого-Шекснинской низменности, где обе реки впадали в Волгу, находится под водами Рыбинского водохранилища.